# Juan Iliesco
Juan Traian Iliesco (Brăila, 18 de abril de 1898 - La Plata, 2 de febrero de 1968) fue un ajedrecista  argentino de origen rumano.

## Carrera deportiva
Ion Traian Iliescu fue cadete en la armada rumana. Cayó prisionero en la I Guerra Mundial y estuvo recluido un año y medio en el campo de Havelberg. Al finalizar la contienda pasó a Francia y luego a la Argentina. Llegó a Buenos Aires en 1921; tres años más tarde aprendió a jugar al ajedrez y se convirtió en profesional para sobrevivir. En 1928 ganó el Nacional de segunda categoría.
En 1931 gana un torneo del Círculo de Ajedrez. En 1939 gana el Torneo Mayor, fuera de concurso por ser extranjero. En 1943, sale segundo en el Campeonato Argentino desarrollado en Buenos Aires, pero obtiene el título de campeón argentino puesto que el ganador, Gideon Stahlberg, es extranjero con menos de cinco años de residencia. Como excampeón desafía al campeón del año siguiente, 1944, Héctor Rossetto, pero pierde el match.

Participó numerosas veces en el torneo internacional de Mar del Plata.

## Libros
Juan Iliesco escribió los siguientes libros sobre ajedrez:
- La apertura moderna 1-P4D!: nuevas investigaciones y mejores proposiciones, editorial Grabo, Buenos Aires, año 1954, en colaboración con Efim Dmitrievich Bogoljubow
- Caro-Kann, editorial Grabo, Buenos Aires, año 1948, en colaboración con Damián Reca.